# Partido Popular de Castilla-La Mancha
El Partido Popular de Castilla-La Mancha (PP-CLM) es la delegación autonómica del Partido Popular (PP) en Castilla-La Mancha. Fundado en 1989, su sede central está en la calle Colombia de Toledo y su actual presidente es, desde 2018, Paco Núñez. Su organización juvenil es Nuevas Generaciones Castilla-La Mancha.

## Historia
El Partido Popular de Castilla-La Mancha nació en 1989 como heredero del partido Alianza Popular (AP) y su primer presidente fue Arturo García-Tizón, que era presidente de AP de Castilla-La Mancha. Como Alianza Popular se quedó a dos escaños de la mayoría absoluta en las primeras elecciones autonómicas de 1983. 
García-Tizón fue sustituido a finales del mismo año (1989) por José Manuel Molina, con quien el partido quedó cerca de la victoria en las elecciones autonómicas de 1995. Entre 1996 y 2002 fue presidente Agustín Conde, siendo sucedido de nuevo por José Manuel Molina hasta 2006, con la salvedad de que el candidato en las elecciones autonómicas de 2003 fue Adolfo Suárez Illana. 
En 2006 fue elegida presidenta María Dolores de Cospedal, con quien el partido llegó por primera vez a la presidencia de la comunidad autónoma en las elecciones autónomicas de 2011, en las que obtuvo mayoría absoluta. En 2015 el PP de Castilla-La Mancha volvió a ganar las elecciones autonómicas por mayoría simple permitiéndose la formación de un gobierno de izquierdas. En 2018 fue elegido presidente del partido Paco Núñez.

## Presidentes
| Nombre                    | Mandato    |
| ------------------------- | ---------- |
| José Lara                 | 1983-1985  |
| Arturo García Tizón       | 1985-1989  |
| José Manuel Molina        | 1989-1996  |
| Agustín Conde             | 1996-2002  |
| José Manuel Molina        | 2002-2006  |
| María Dolores de Cospedal | 2006-2018  |
| Paco Núñez                | desde 2018 |

## Resultados en las elecciones a las Cortes de Castilla-La Mancha
| Elecciones                     | Candidato                 | Votos   | % voto | Diputados | +/- | Posición             |
| ------------------------------ | ------------------------- | ------- | ------ | --------- | --- | -------------------- |
| Elecciones autonómicas de 1983 | José Lara                 | 364 676 | 41,19% | 21/44     |     | Oposición            |
| Elecciones autonómicas de 1987 | Arturo García Tizón       | 319 978 | 34,41% | 18/47     | 3   | Oposición            |
| Elecciones autonómicas de 1991 | José Manuel Molina        | 336 642 | 36,21% | 19/47     | 1   | Oposición            |
| Elecciones autonómicas de 1995 | José Manuel Molina        | 469 127 | 44,77% | 22/47     | 3   | Oposición            |
| Elecciones autonómicas de 1999 | Agustín Conde             | 424 531 | 40,40% | 21/47     | 1   | Oposición            |
| Elecciones autonómicas de 2003 | Adolfo Suárez Illana      | 402 047 | 37,16% | 18/47     | 3   | Oposición            |
| Elecciones autonómicas de 2007 | María Dolores de Cospedal | 467 319 | 42,39% | 21/47     | 3   | Oposición            |
| Elecciones autonómicas de 2011 | María Dolores de Cospedal | 564 954 | 48,92% | 25/49     | 4   | Gobierno mayoritario |
| Elecciones autonómicas de 2015 | María Dolores de Cospedal | 410 886 | 37,49% | 16/33     | 9   | Oposición            |
| Elecciones autonómicas de 2019 | Paco Núñez                | 308 184 | 28,53% | 10/33     | 6   | Oposición            |
| Elecciones autonómicas de 2023 | Paco Núñez                | 366 312 | 35,65% | 12/33     | 2   | Oposición            |

## Presidencia de la comunidad

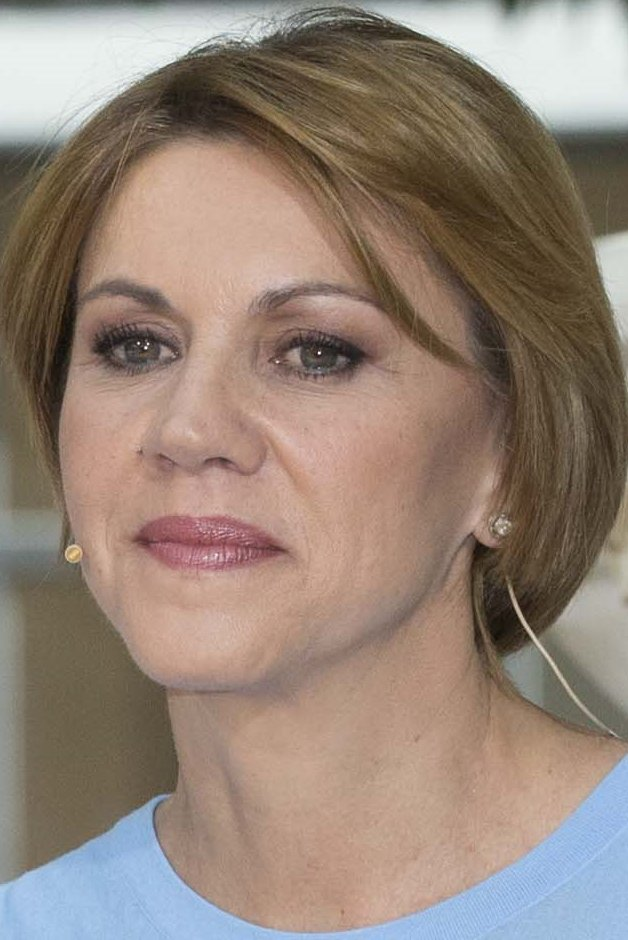
María Dolores de Cospedal ha sido la presidenta más exitosa del Partido Popular de Castilla-La Mancha al resultar vencedora en dos elecciones consecutivas en la región.

María Dolores de Cospedal es la única presidenta del Partido Popular de Castilla-La Mancha que ha logrado vencer dos veces en las elecciones de la comunidad autónoma.  Su segunda victoria consecutiva en las elecciones fue neutralizada por un pacto entre el PSOE y Podemos.

## Resultados en las elecciones generales
| Elecciones     | Votos   | % de votos | Escaños |
| -------------- | ------- | ---------- | ------- |
| 1977           | 114 498 | 12,86 %    | 1/21    |
| 1979           | 50 620  | 5,76 %     | 0/21    |
| 1982           | 308 969 | 31,25 %    | 8/21    |
| 1986           | 333 322 | 34,81 %    | 8/20    |
| 1989           | 328 714 | 33,76 %    | 8/20    |
| 1993           | 463 295 | 43,03 %    | 10/20   |
| 1996           | 534 983 | 47,18 %    | 11/20   |
| 2000           | 563 203 | 52,36 %    | 12/20   |
| 2004           | 547 764 | 47,4 %     | 11/20   |
| 2008           | 597 088 | 49,36 %    | 12/21   |
| 2011           | 654 546 | 55,81 %    | 14/21   |
| 2015           | 446 235 | 38,14 %    | 10/21   |
| 2016           | 475 911 | 42,73 %    | 12/21   |
| Abril 2019     | 269 125 | 22,66 %    | 6/21    |
| Noviembre 2019 | 292 212 | 26,87 %    | 7/21    |
| 2023           | 445 991 | 38,91 %    | 10/21   |